# Werner Cee
Werner Cee (* 18. September 1953 in Dorheim, Hessen) ist ein deutscher Komponist, Klangkünstler, Hörfunkautor und -regisseur.

## Leben
Er begann seine künstlerische Laufbahn mit dem Studium der Malerei an der Frankfurter Kunsthochschule (Städelschule) in den 1970er-Jahren und arbeitete bis in die 1980er-Jahre als freischaffender bildender Künstler, gleichzeitig als Musiker in der experimentellen Rockmusikszene und Free-Szene. Es folgten Arbeiten im Medienkunstbereich, Klang- und Lichtinstallationen, die eine Verbindung von visuellen und akustischen Medien, von Klang, Geräusch, Architektur und Musik herstellen.
Danach verlagerte sich der Schwerpunkt auf elektroakustische Komposition und Ars-Akustica-Produktionen für den Rundfunk. Mittlerweile wurden mehr als zwanzig große künstlerische Produktionen für das Studio Akustische Kunst des WDR, Deutschlandradio Berlin, für den Hessischen Rundfunk, für den SWR und den BR realisiert, daneben viele dokumentarische Sendungen über die akustische Umwelt, Soundscapes sowie musikethnologische Features. Er arbeitete im Vorstand der DEGEM (Deutsche Gesellschaft für Elektroakustische Musik). Lehrtätigkeit für Klangkunst an der Kunsthochschule Saarbrücken sowie Dozententätigkeit für audiovisuelles Gestalten an der Hochschule der Künste Bern folgten.
Cee lebt mit seiner Familie in Nordeck, einem Ortsteil der mittelhessischen Stadt Allendorf (Lumda).

## Auszeichnungen
- 1991 Preisträger "Musik kreativ"
- 1993 Anerkennung Ars Electronica, Linz.[4]
- 1993 Preisträger Bourges Prix de musique électroacoustique expérimentale.[5]
- 1997 Acustica International (Auswahl für kurze Hörstücke) WDR Köln.
- 2000 "Drift" 1. Preis für radiophone Hörstücke. Radio Nacional de España/CDMC Madrid.
- 2001 Auszeichnung für "Cities´Drift" 28. International Competition of Sonic Art. Bourges/F.
- 2002 "Prix Ars Acustica" Studio akustische Kunst WDR.
- 2002 Preis des int. Computermusikwettbewerbs "Pierre Schaeffer" Pescara It.
- 2002 1. Preis im Wettbewerb Computer-Space, Sofia Bulgarien.
- 2004 1. Preis für Musik bei Computer-Space, Sofia Bulgarien.
- 2005 Auszeichnung beim 32. International Competition of Sonic Art. Bourges.
- 2006 Deutscher Klangkunst-Preis, des WDR Köln und Skulpturenmuseum Marl.[6]
- 2007 1. Preis Stereophonic soundcapes, DigitalArtWeek DAW Zürich.
- 2010 "Featuring Schuberts Winterreise" (hr) gewinnt den Prix Italia
- 2020 "When Weather was Wildlife" (SWR) gewinnt den Prix Italia
- 2021 "When Weather was Wildlife" (SWR) nominiert für den Prix Europa

## Tonträger
- DVD Filmmusik zu Dziga Vertov´s Stummfilm von 1929 "Der Mann mit der Kamera". Absolut Medien.
- LP Uludag: Mau Mau. Recommended Records.
- CD-ROM "Klangkunst in Deutschland", Dokumentationsreihe der DEGEM Wergo/Schott.
- CD Cultures électroniques, Bourges, 21e concours.
- CD A guide to No Man´s Land. Recommended Records.
- CD Inventionen. 50 Jahre musique concrète, Berlin.
- CD Riverrun. Ars Acustica. WDR. Wergo.
- CD En Red O - Paisajes Sonoros VII. Simposio de Musica Electroacustica.
- CD Kontinuum...bruchlos CD7 der Deutschen Gesellschaft für elektroakustische Musik.
- CD Soundscape Compositions 2001 SonicArtsNetwork. UK
- CD Preisträger CD Computer Music Competition "Pierre Schaeffer" Pescara.

## Hörspiele
- 2017: Gesänge des Charon

## Radiophone Kompositionen
Auswahl; Konzept, Musik, Regie und Realisation von Werner Cee
- Agon

DeutschlandRadio Berlin 2010, ca. 50 Min.
"Falls ich noch einen letzten Film drehen würde, dann über das Zusammenspiel von Wissenschaft und Terrorismus." (Buñuel)
Kurz vor seinem Tod zieht sich Luis Buñuel gemeinsam mit Jean-Claude Carrière zum letzten Mal in sein mexikanisches Lieblingshotel zurück, um an einem Drehbuch zu arbeiten. Enttäuscht stellen beide fest, dass die Bar des Hauses verschwunden ist. Das Filmprojekt wird nie realisiert.
30 Jahre später konfrontiert der Klangkünstler Werner Cee das apokalyptische Manuskript mit dem Sound der Karfreitagsprozessionen aus Buñuels Heimatstadt Calanda:
"Dieses Trommeln, ein unglaubliches, mächtiges, kosmisches Phänomen, das das kollektive Unterbewusstsein anrührt, lässt den Boden unter den Füßen beben." (Buñuel)
- featuring Schuberts Winterreise

Hessischer Rundfunk 2010, 54 Min.
Die Fremde bereisen und das Eigene finden – dieser Hoffnung folgt die Reihe »Des Wanderers Lied« über vier Wege. »Fremd bin ich eingezogen, fremd zieh ich wieder aus« mit diesen Versen beginnt die »Winterreise«, der wohl bekannteste Liederzyklus der Romantik, den Franz Schubert kurz vor seinem Tode 1827 für Gesangsstimme und Klavier komponierte. Ein Wanderer zieht aus ohne festes Ziel durch die Winternacht und erzählt von Liebesschmerz und enttäuschter Hoffnung auf politische Freiheit. Schuberts romantische Passionsgeschichte dient Werner Cee als Ausgangsmaterial für eine zeitgenössische Interpretation, in der die Original-Klavierstimme nur über das E-Piano von Norbert Grossmann zitiert wird: So wandeln bearbeitete Naturklänge, die Sounds des norwegischen Gitarristen Eivind Aarset und der vom Autor gespielten »e-ch′in« sowie die exzentrische, englisch gehaltenen Vortragskunst des australischen Puppen- und Theaterspielers Neville Tranter den Schubert-Zyklus zu seiner irritierenden und suggestiven Klangreise in durchaus heutige menschliche Abgründe.
- Am Anfang der See

DeutschlandRadio Berlin 2009, 53 Min.
Die Hardangervidda im südlichen Norwegen ist eine raue, von Gletschern abgeschliffene Hochebene. Hier trainierten die frühen Polarforscher für ihre Expeditionen, hier ermöglichte die Wasserkraft erstmals die Produktion von Schwerem Wasser, das für den Bau von Atombomben benötigt wird. Eine von norwegischen Wissenschaftlern errichtete Anlage in Rjukan wurde im Zweiten Weltkrieg heiß umkämpft und zerstört.
Dieses Spannungsfeld zwischen urgewaltiger Natur und kurzlebigen menschlichen Eingriffen nutzt Werner Cee für ein akustisches Land-Art-Projekt. Der norwegische Perkussionist Terje Isungset setzt artifizielle Klänge in die Landschaft, bespielt vorgefundene Materialien, kommuniziert mit der vorhandenen Soundscape.
- Owning the weather

Hessischer Rundfunk 2008, 50 Min.
In Frankfurt haben sich für »The Artist’s Corner« der norwegische Jazz-Gitarrist Eivind Aarset – mit extended E-Gitarre und Laptop – und der Friedberger Soundkünstler Werner Cee mit Live-Elektronik, E-Bass und E-Chin (dem elektrifizierten chinesischen Zupfinstrument) für eine Session zusammengefunden, die Audio Art und musikalische Improvisation verknüpft.
»Owning the weather by 2025« heißt ein vor Jahren veröffentlichtes Programm der US-Armee. Texte zum Thema treffen auf akustische Ambient-Manipulationen. Die Ergebnisse reichen vom psychedelischen Sonnenuntergang bis hin zum apokalyptisch dröhnenden Unwetter.
- Die Zeit weht – Ränder der Musik

DeutschlandRadio Berlin 2007, 48 Min.
"Die Zeit weht" ist ein Hörstück über Wolken – über das Formlose, Nichtige, Veränderliche und bodenlos Symbolische dieser Himmelserscheinungen, komponiert aus den wehenden Klangbildern zweier hybrider Instrumente: der E-Chin von Werner Cee und der E-Gitarre von Eivind Aarset.
"Ränder der Musik" ist ein Hörstück über die Poesie des Ungewollten, des Nutzlosen, des Nichtausgedachten und Nichtgemachten. Es besteht aus den Geräuschen von Musikern vor und nach dem Musizieren. Eine Komposition, die die Klänge zeigt wie sie sind: scheinbar zufällig, mühelos. Beide Stücke treten in ein klangpoetisches Zwiegespräch über die Ränder zwischen Form und Auflösung und über die stetige Veränderung im Fortgang der Zeit.
- Hippieallchemie

Hessischer Rundfunk 2006, 45 Min.
Flower Power, das Stichwort der amerikanischen Hippiebewegung stand für ein gewaltfreies und sexuell tabuloses Leben, in dem Droge und Musik das Bewusstsein entgrenzen. In der deutschen Provinz kommt alles ein wenig später an und auch etwas anders. Die Lust an Veränderung war vergleichbar. Was ist aber aus all dem geworden? Der ehemalige Rockmusiker Werner Cee hatte nach Gießen ein großes Loft zu einer Wiedersehensparty nach über 30 Jahren geladen: Schulkameraden, Künstlerweggefährten und Freunde. Es wurde bis in die Morgenstunden geredet, gejammt, gefeiert... Mit Einwilligung der Beteiligten wurden alle Reden und Geräusche mitgeschnitten. Das vielstündige Ausgangsmaterial an O-Tönen – Sprache wie Musik – nutzt Werner Cee, um einen elektroakustischen Tripp zu komponieren, der Heute und Gestern ineinander webt.
- Fire and Forget

WDR Köln 2005, 54 Min.
"Fire and Forget" ist eine militärische Formel aus der modernen Waffentechnologie: Einmal abgefeuert, benötigt die Rakete bzw. Bombe keine weitere Steuerung. Werner Cees Hörstück "Fire and Forget" ist eine Salve von kurzen, extrem verdichteten und dramatisierten Text-Sound-Kompositionen, die akustische Trümmerlandschaften hinterlassen. Die Texte -Zitate aus Schnittberichten zensierter Horrorfilme, Waffenbeschreibungen, der Lebensgeschichte einen Waffenerfinders und Songtexte von Jimmi Hendrix – spricht ein einziger Sprecher, der Puppenspieler Neville Tranter vom Stuffed Puppet Theatre, der jedoch jeder Textebene eine eigene Stimme verleiht. Das Ergebnis ist ein surreal anmutender Monolog – krankhafte Hirngespinste oder doch sozial akzeptierter alltäglicher Wahnsinn? Die musikalischen Fragmente der Trümmerlandschaft bestehen aus Rockmusik-Zitaten (E-Gitarre, Bass, Schlagzeug, Live-Elektronik, E-Chin, Klavier). Ein absurder Liederzyklus aus dem "richtigen Leben" im akustischen Niemandsland.
Mitwirkende: Eivind Aarset, Neville Tranter, Peter Hollinger
- Maschinerie der Polarlandschaft

DeutschlandRadio Berlin 2004, 46 Min.
Casper David Friedrichs berühmtes Gemälde "Eismeer" gab den Anstoß zu diesem Projekt. Als Ikone der Fortschrittsskepsis wurde das Bild immer wieder zitiert. Für den Komponisten Werner Cee haftet einer Industrieruine in Bitterfeld, einem nie benutzten Wasserspeicher, eine ähnliche Symbolik an – besonders deutlich während der Flutkatastrophe im Sommer 2002. Werner Cee konfrontiert in dem nachhallreichen "Klangspeicher" Musiker mit dem Bild von Friedrich und lässt das Stück in Improvisationsprozessen entstehen. Verbindendes Klangelement ist eine elektronische chinesische Zither e-Ch’in. Durch den langen Nachhall entstehen Erstarrung und "Entschleunigung" wie treibende Schollen im Eismeer von Caspar David Friedrich.
Mitwirkende:
Flöten: Beatrix Wagner
Violoncello: Gerhard Eckert
Horn: Vladimir Djambazov
- Repercusión oder Die Hände de Che

DeutschlandRadio Berlin 2003, 41 Min.
Kuba - Traumziel für Reisende, Mythos von der sozialistischen Revolution und Sehnsucht nach karibischer Leichtigkeit. Als Werner Cee 1998 nach Kuba reist, ist sein Bild unscharf. Drei Wochen lang erkundet er die Inselwelt mit dem Tonbandgerät. Er stößt auf die Geschichte von "Che" Guevaras Händen, die von der bolivianischen Armee als Beweis ihres Sieges abgeschlagen wurden. Klänge und Geräusche führen in eine Welt zwischen den Zeiten, in der Autobahnen von Pferdekarren befahren werden und der Prunk vergangener Zeiten längst verfallen ist. Werner Cee verdichtet die Originaltöne zu einer poetischen Komposition, setzt die Klänge aus den Straßen Havannas zu einem surrealistischen Gemälde zusammen und lässt konkrete Geräusche zu klanglichen Metaphern werden.
- Out of Area

Hessischer Rundfunk 2003, 43 Min.
"Das zentrale Thema von "Out of Area" ist die Darstellung von Ferne und Fremdheit der Einsatzorte deutscher Soldaten – kulturell wie geographisch. Nach offiziellen Angaben befinden sich derzeit etwa zehntausend deutsche Soldaten im Auslandseinsatz, der von Kanada, Afrika, dem Kosovo, der Türkei bis nach Afghanistan reicht. Mein Stück nutzt dabei als Klangmaterial den live aufgezeichneten Versuch eines Funkamateurs des Kurzwellenrings Süd bei Nürnberg, diese Regionen und ihre dort zahlreichen deutschen (Soldaten-)Sender über einen Kurzwellenempfänger mit all seinen Störgeräuschen hörbar zu machen. Ein DJ stellt zusätzlich die traditionellen Musiken dieser Kulturen vor und ein Laie sowie ein Nachrichtensprecher lesen Texte aus den im Internet zugänglichen Arbeitspapieren des "www.Zentrums Innere Führung.de der Deutschen Bundeswehr. Diese Texte dienen Schulungszwecken zur Vorbereitung auf den Auslandseinsatz. Allein durch die elektro-akustische Bearbeitung des Originalmaterials sowie der Verdichtung und Überlagerung der drei Segmente soll ein künstlerisch gestaltetes Bild von deutschen Soldaten jenseits unserer Grenzen entstehen. Eines Kommentars habe ich mich dabei bewusst enthalten." (Werner Cee)
Mitwirkende: Peter Pannke, Friedrich R. Stöhr, Norbert Umsonst, Michael Harenberg
- Istanbul Crescendo

Hessischer Rundfunk 2002, 52 Min.
Eine Brücke über das Goldene Horn verbindet die beiden historischen Viertel von Istanbul: das alte orientalische Stambul und das 700 Jahre alte, europäisch geprägte Genuesenviertel Galata. Die Galatabrücke wurde zum zentralen Punkt meiner akustischen Begegnung mit Istanbul. Dieser Punkt zwischen den beiden Stadtteilen hat im Lauf einer langen Geschichte ein ständiges Crescendo erlebt. Die Stadt zu den beiden Seiten des Goldenen Horns ist gewachsen, Brücken sind entstanden, vergangen, wieder neu errichtet worden, die Bevölkerung hat sich vervielfacht, Geschwindigkeit und Dichte des Verkehrs haben sich erhöht, bis in die Gegenwart hinein, in der die Brücke unter dem Verkehr zu bersten droht. Wo die beiden Brückenhälften aufeinandertreffen, ist ihre Verbindung unterbrochen, die Konstruktionselemente sind nicht fest miteinander verbunden. Und gerade hier materialisiert sich das konstante Rasen, wird sinnlich wahrnehmbar: Asphalt und Beton beben, Tonnen von Stahl schlagen gegeneinander. Hier scheint sich das Epizentrum zu befinden, das in konzentrischen Kreisen seine Wellen und Erschütterungen über das Stadtgebiet von Istanbul aussendet. Den einzelnen Kreislinien folgend soll mein Hörspiel den nie zur Ruhe kommenden und fortwährend veränderten Klängen der Stadt nachspüren." (Werner Cee)
- Monochrom

DeutschlandRadio Berlin 2002, 49 Min.
"Wenn ich als Maler eine Fläche gestalte, so muss ich in Schichten arbeiten. Ein einziger deckender Farbauftrag führt lediglich zu einem leblosen Anstrich. Baue ich den Farbton aus einer Vielzahl verschiedener, locker übereinander gelegter Flächen auf, so dass der jeweilige Untergrund immer durchscheint und mitspricht, so kann ich einen komplexen Farbton erzeugen, der in sich schimmert und oszilliert." (Werner Cee)
In "Monochrom" greift der Komponist Werner Cee auf seine Erfahrungen in der Malerei zurück. Das Augenmerk der Komposition liegt nicht in der zeitlichen Strukturierung, sondern in der Tiefenschichtung einer Geräuschfläche. Die Klänge überlagern sich, ohne sich zu überdecken. Sie werden zu einem flirrend schillernden, in sich bewegenden Klangband.
- Ton der Luft

WDR Köln 2002, 50 Min.
"Ton der Luft" ist eine Landschaftsmalerei mit Mitteln der akustischen Kunst. Schichtung, Akzentuierung, Kontrastierung, Mischung, Verwischen, Lasieren – Techniken, die üblicherweise in der Malerei angewendet werden, gestalten hier ein Hörstück. Im Gegensatz zur dokumentarisch-abbildenden Soundscape-Komposition wird bei "Ton der Luft" eine Klanglandschaft mit musikalischen Mitteln inszeniert. Analog zur Plein-air-Malerei entstanden alle Tonaufnahmen im Freien, unmittelbar in der Landschaft.
Für ausgewählte Orte – ein verwilderter Steinbruchsee im Naturschutzgebiet in Leun an der Lahn, der Innenhof des alten Hofgutes Birklar in Lich etc. – wurde eine akustische Choreographie entwickelt. Hierbei erzeugte ein Chor als Akteur eine Vielfalt von konkreten Klängen und Stimmgeräuschen, die sich mit der natürlichen Landschaft verweben: Ein Wechselspiel von Soundscape und musique concrète entsteht. Realisiert wurde deshalb das Hörstück ausschließlich auf der Grundlage der reinen Mikrofonaufnahme. Zwar erinnern bewusst in der Komposition Partien an elektroakustische Musik, die Klänge sind jedoch nicht nachträglich im Studio manipuliert oder verfremdet worden, lediglich geschnitten und montiert. Das Stück verwandelt sich auf einer zusätzlichen Ebene zu einer akustischen Farblehre, in dem Texte aus Vassily Kandinsky "Über das Geistige in der Kunst" und eine Liste von Malpigmenten eingebettet werden."
- Drift

Hessischer Rundfunk / Radio nacional de Espana, Madrid 2001, 60 Min.
Als Ausgangsmaterial für das Hörstück dienen vom Jugendchor Kamer Riga gesungene und im Studio bearbeitete Klangflächen, aus denen vokale Landschaften entstehen. Die Komposition schichtet die Flächen übereinander, es bilden sich Strukturen, Reliefs, Verwerfungen, Risse, Muster. Akustische Lichtwechsel sorgen für plötzliche oder allmähliche Verwandlungen der Klanglandschaften. Die Komposition "driftet" dabei zwischen Geräusch und Klang, zwischen künstlichem und natürlichem Charakter, zwischen gestalteten und ungestalteten Momenten. Die Flächen lösen sich auf, formieren sich neu, verwandeln sich ständig, einmal deutlich, ein andermal fast unmerklich. Wie im Impressionismus der Malerei erzeugt gerade die Unschärfe, die Auflösung ein umso schärferes, klares Abbild atmosphärischer Prozesse. Zuweilen verliert auch der Hörer die Kontrolle, die Orientierung: Wo verändert sich das Stück, wo verändert sich nur seine eigene Wahrnehmung, seine Perspektive. "Trift" bewegt sich im Spannungsfeld zwischen Chormusik, elektroakustischer Musik und Hörspiel.
Mitwirkende: Jugendchor Kamer Riga unter der Leitung von Maris Sirmais
- Die Kunde vom Müll

Hessischer Rundfunk 2000, 53 Min.
Die Hörspielgeschichte ist meist eine Geschichte der einmaligen Inszenierung. Werner Cees "Die Kunde vom Müll", 1998 als Studioproduktion urgesendet, erlebt in veränderter Besetzung live 1999 auf der "intermedium 1" in Berlin eine zweite Fassung. Den ersten Anstoß für dieses Stück gab Wolfgang Hilbigs Prosatext "Die Kunde von den Bäumen"; auf der sprachlichen Ebene führen Fragmente dieses Textes durch das Hörstück. Thema ist nicht der reale Müll im Sinne einer Umweltproblematik, sondern Müll als Metapher für die ständige Wandlung der Dinge, ihre Entstehung und ihren Zerfall, die Unbeständigkeit von Macht. Die Textfragmente sind in eine Komposition eingebunden, die über Zuspielungen konkrete, geräuschhafte Aufnahmen verwendet. Gemeinsam ist diesen Klängen, dass sie Abfallprodukte unterschiedlich motivierter Tätigkeiten sind. Neben diesem akustischen Müll, aus dem ständig sich wandelnde Klanglandschaften entstehen, agieren live die Sprecher Rainer Domke und Patricia Schäfer mit ihren Texten, bringt der Berliner Schlagzeuger Peter Hollinger Schrottobjekte zum Klingen, reagiert der Londoner Sänger Phil Minton mit Vokalimprovisationen auf das Geschehen.
- Wetter

DeutschlandRadio Berlin 1999, 50 Min.
"In diesem Hörstück treffen zufällige Ereignisse auf kalkulierte Elemente und verbinden sich zu einem Gesamthörbild, das sich mit einer Kulturlandschaft vergleichen lässt: Wetter, Lichtverhältnisse, geographische Gegebenheiten und unkontrollierte Aspekte einer Landschaft. Menschliche Eingriffe wie Anpflanzungen oder das Errichten von Wegen und Gebäuden strukturieren das Bild neu und treten mit der Natur in eine Wechselwirkung, die oft erst den einmaligen Reiz einer Landschaft ausmacht." (Werner Cee)
Zufall und Kalkül sind hier in einem Regentropfenspiel wieder gegeben. Werner Cee hat ein Wassertropfeninstrument erfunden, mit dem er in gewünschter Geschwindigkeit und Schwere Tropfen auf verschiedene Klangobjekte fallen lässt. Die polyrhythmische Struktur der Tropfen wird in der digitalen Bearbeitung zur Musik.
- Elegien

WDR Köln 1997, 40 Min.
Der Komponist, Poet und bildende Künstler Werner Cee zu seinen Elegien: "Bei einer Spanienreise wurde ich zufällig Zeuge einer Karwochenprozession. Die starke Expressivität dieses Rituals, Beschwörung der Vergänglichkeit einerseits, festliche Lebensfreude andererseits, machte einen so starken Eindruck auf mich, dass ich danach immer wieder solche Prozessionen besuchte und dabei Tonaufnahmen von der ganzen Vielfalt der Klangereignisse machte.
In Berichten, in denen verfolgte und leidende Menschen ihr Schicksal in Unruhezeiten schildern, stieß ich auf einzelne, nebenbei formulierte Sätze, die gerade in ihrer scheinbaren Banalität die Tragik des ins Absurde verkehrten Alltags besonders eindringlich vermitteln. Die poetische Kraft dieser Zitate veranlasste mich dazu, sie zu sammeln.
Meine künstlerische Arbeit umfasst auch Konzerte improvisierter Musik, und so begegnete ich dem Jazzmusiker Peter Brötzmann. In seinem extrem expressiven Saxophonspiel fand ich ein solistisches Gegenstück zum Massenritual der Karwochenprozessionen. Ich lud Peter Brötzmann ein, im Studio zu improvisieren. Prozessionen, Improvisationen auf dem Saxophon und der Bassklarinette sowie die von Laiensprechern in acht Sprachen gesprochenen Texte: die drei Elemente bilden die Grundlinien meiner Komposition. Alle Aufnahmen entstanden getrennt voneinander. Die Architektur der Komposition baut sich aus über zwanzig Stimmen auf. Dabei können sich Originalaufnahmen in abstrakte Klangbilder verwandeln oder aus einer elektronisch anmutenden Klangwelt realistische Szenen entstehen. Die Textzitate, anfangs deutlich und leicht verständlich, verschmelzen zunehmend mit dem Klanggewebe; dabei hebt ihre Vielsprachigkeit den eindeutigen Bezug auf und öffnet assoziative Freiräume."
Mitwirkende: Saxophone: Peter Brötzmann

## Klang- und Lichtinstallationen
(Auswahl)
- Zwischen noch und schon. 1989

Multimediale ZKM Karlsruhe. Civitella d´Agliano, Italien
- Feedback. 1990

Akademie Schloss Solitude, Stuttgart
- Hunting in Couples. 1991

Württembergischer Kunstverein Stuttgart
- Lost. 1992

Badischer Kunstverein Karlsruhe
- Between the Lines. 1992

Badischer Kunstverein Karlsruhe
- Darksights. 1992

Schauplatz Zeitgenössischer Kunst Wien
- Brandungen 1992

Städtische. Galerie Sindelfingen
- Braindrops / Droptrap. 1993/94/95

Klanginstallationen für Wassertropfen
u.A.: Interface II, Hamburg. Eisfabrik Hannover. Bodensee-Symposium. Kryptonale, Berlin.
- After All the Jets Are in Their Boxes and the Clowns Have All Gone to Bed. 1995

Interimgalerie München. Kraftwerk Chemnitz. ZKM Karlsruhe.
- Xample III. 1996

Landesmuseum Darmstadt. Atatürk Kulturmuseum Istanbul.
- Ungemach. 1996

Klang-/Lichtinstallation Kunstbunker Tumulka, München.
- Ge-Schichte. 1997

int. Medienkunstfestival EMAF, Klanginstallation im Felix-Nussbaum-Haus Osnabrück 2002
- More and More. 1998

Klanginstallation Marknaden. Reichsarchiv Stockholm
- Luftbrücke Berlin. 1998

Raumklanginstallation Technische Universität Berlin
- Seascape Istanbul. 1999

Musiikin aika - Time of Music Viitasaari, Finnland
- Drift into ambience. 2000

EnRedO Elektric songs. Barcelona
- Time Morph. 2000

Raumklanginstallation. Jahrhunderthalle Frankfurt
Auftragsarbeit zum Wirtschaftstag der Raiffeisenbanken
- Istanbul Crescendo. 2004

Sound Performance mit live-Videomix
Zentrum für Kunst und Medientechnologie Karlsruhe
Goethe-Institut Istanbul
Türkischer Oktober, München
- Der Mann mit der Kamera.

Live Filmmusik zu Vertovs Stummfilm
Biennale Bern
EMAF Avantgardefilmfestival Osnabrück
- Out of area

Sound Performance zu den Auslandseinsätzen deutscher Soldaten
int. Medienkunstfestival EMAF Osnabrück 2004
Hörkunstfestival Erlangen
- Am Anfang der See. 2007

Klang- und Videoinstallation. Preisträger Soundart. Kunstmesse Köln
- Cages. 2006

Klang- und Videoinstallation. Preisträgerarbeit zum deutschen Klangkunstpreis. Skulpturenmuseum Marl

## Theaterarbeiten
- Kusma. 1993

Theaterclub Kiew, Festival der Regionen Oberösterreich
- Fire and Forget.

Musiktheater. Auftrag des WDR für das Traumzeit-Festival Duisburg 2005
- Die Kunde vom Müll.

Cutting Edge Regiepreis Staatstheater Darmstadt
Intermedium. Akademie der Künste, Berlin

## Filmmusik, Video
- Der Mann mit der Kamera: Filmmusik und Soundtrack zu Dziga Vertov Dvd bei AbsolutMedien Berlin
- Wolfsrausch: Ein Dokumentarfilm aus Rinchnach/Bayrischer Wald